# Trimerotropis fratercula
Trimerotropis fratercula es una especie de saltamontes perteneciente a la familia Acrididae. Se encuentra en Norteamérica.